# Beverly Hills Cop (videogioco 1990)
Beverly Hills Cop è un videogioco sviluppato e pubblicato dalla Tynesoft nel 1990, vagamente ispirato al film omonimo. Il giocatore controlla il personaggio di Axel Foley, il protagonista della serie, nei film interpretato da Eddie Murphy. Il gioco è suddiviso in quattro distinte modalità di gioco: un videogioco d'azione a scorrimento orizzontale, un simulatore di guida, uno sparatutto con visuale dall'alto e uno sparatutto in prima persona. Il gioco è stato reso disponibile per i computer Commodore 64, ZX Spectrum, BBC Micro, Amstrad CPC, Amiga, Atari ST e PC. La versione per BBC tuttavia è costituita esclusivamente dal simulatore di guida.
Nel 2006 la Blast! Entertainment Ltd ha pubblicato un videogioco intitolato Beverly Hills Cop per PlayStation 2, ma non si tratta di un remake o un seguito del gioco del 1990.